# 埃爾伍德 (伊利諾伊州)
埃爾伍德（英語：Elwood）是位於美國伊利諾伊州威爾縣的一個村落。

## 地理
埃爾伍德的座標為41°24′49″N 88°06′38″W / 41.41361°N 88.11056°W，而該地最高點為海拔高度197米（即646英尺）。

## 人口
根據2010年美國人口普查的數據，埃爾伍德的面積為39.90平方千米，當中陸地面積為39.52平方千米，而水域面積為0.39平方千米。當地共有人口2279人，而人口密度為每平方千米57人。